# Nationaal Park Losiny Ostrov
Het Nationaal Park Losiny Ostrov (Russisch: Национальный парк «Лосиный Остров»; Nederlands: Nationaal Park «Elandeiland») grenst direct aan de Russische hoofdstad Moskou, aan de noordoostzijde van de stad. Het nationaal park werd opgericht op 24 augustus 1983 en heeft een oppervlakte van 116,215 km².

## Algemene informatie
Ondanks dat Losiny Ostrov pal naast de miljoenenstad Moskou ligt, is het een goed bewaard gebleven natuurgebied waar bossen, graslanden, meren en veenmoerassen elkaar afwisselen. Hier, op circa 10 kilometer afstand van het Kremlin, leven onder andere elanden (Alces alces), bevers (Castor fiber) en wilde zwijnen (Sus scrofa). Voor toeristen en inwoners van Moskou is het een populaire recreatieplek.

## Historie
De eerste vermelding van het gebied dateert uit 1406 toen het gebied in een testament van een prins uit het Grootvorstendom Moskou werd genoemd. Het was toen gelegen op de koninklijke gronden van de volost Tajninskaja. Ook zijn er veel historische documenten die vermelden dat het de favoriete plaats van tsaar Ivan IV van Rusland was om de valkerij te beoefenen. De eerste keer dat het gebied bij de hedendaagse naam werd genoemd dateert uit documenten uit 1710.

## Vogels
Ondanks dat het gebied naast Moskou ligt kunnen er opvallend veel vogelsoorten worden gezien. Enkele opmerkelijke soorten die hier in de bossen leven zijn het hazelhoen (Tetrastes bonasia), witrugspecht (Dendrocopos leucotos) en grijskopspecht (Picus canus). In moerasachtige gebieden kunnen ook vogels als brilduiker (Bucephala clangula), kuifduiker (Podiceps auritus) en kwartelkoning (Crex crex) worden aangetroffen.

## Fotogalerij

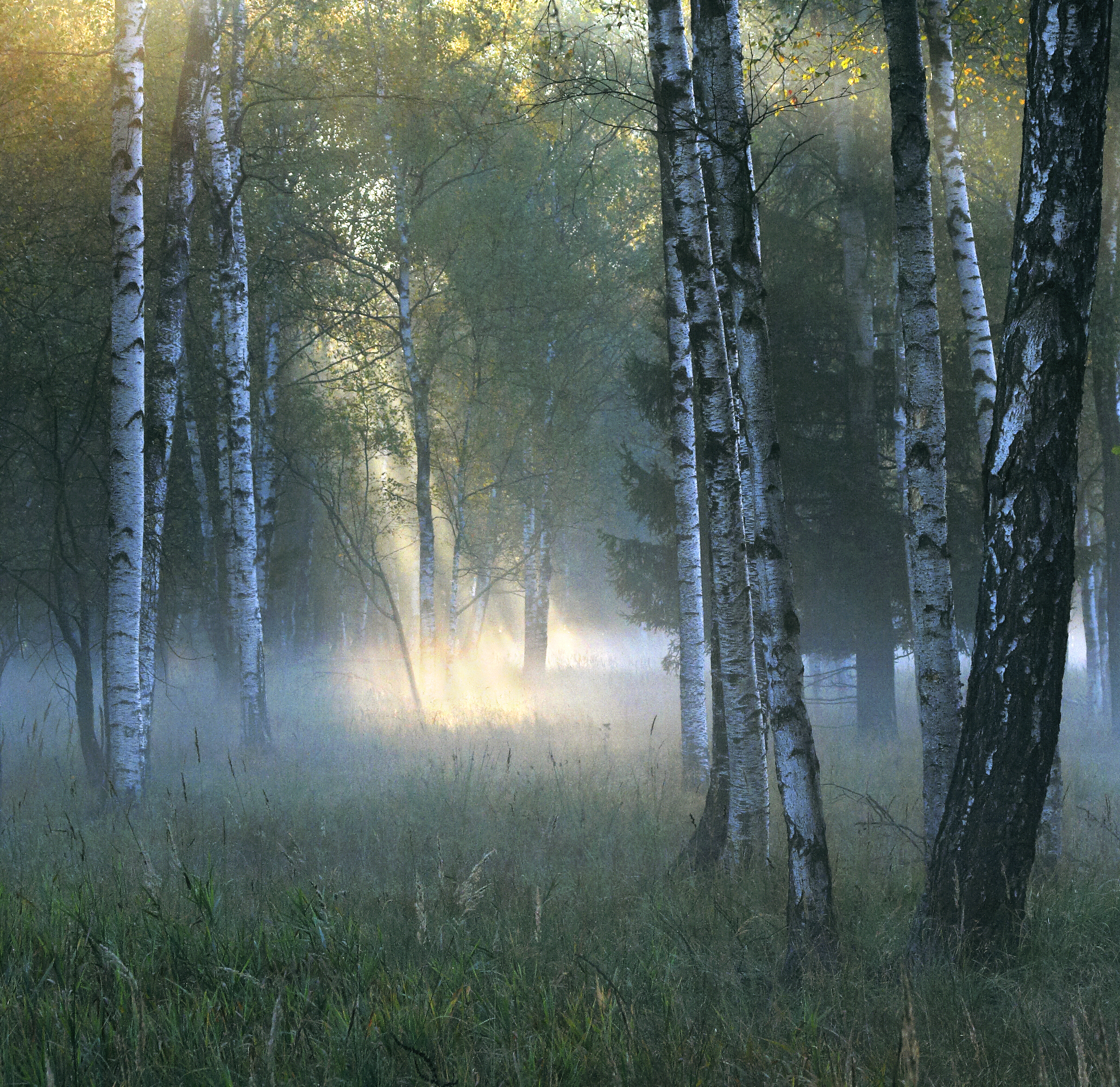
Berkenbestand.
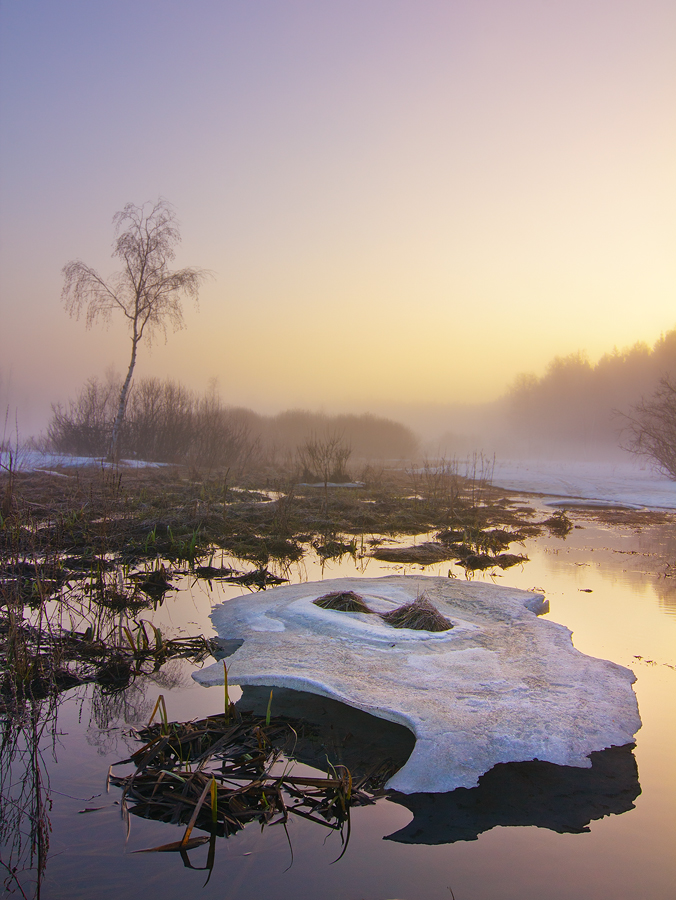
Winterse omstandigheden.
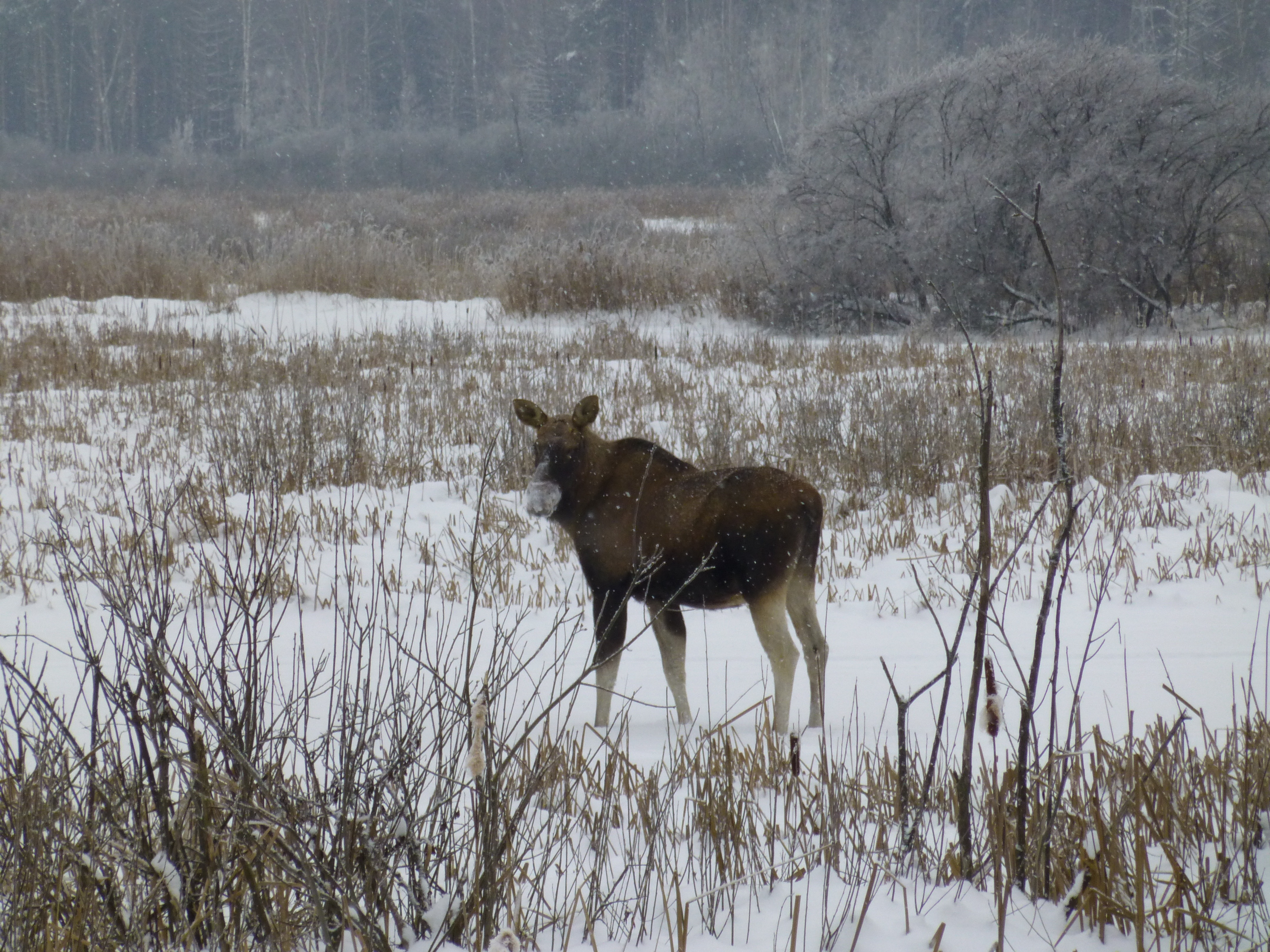
Een elandkoe in de winter.
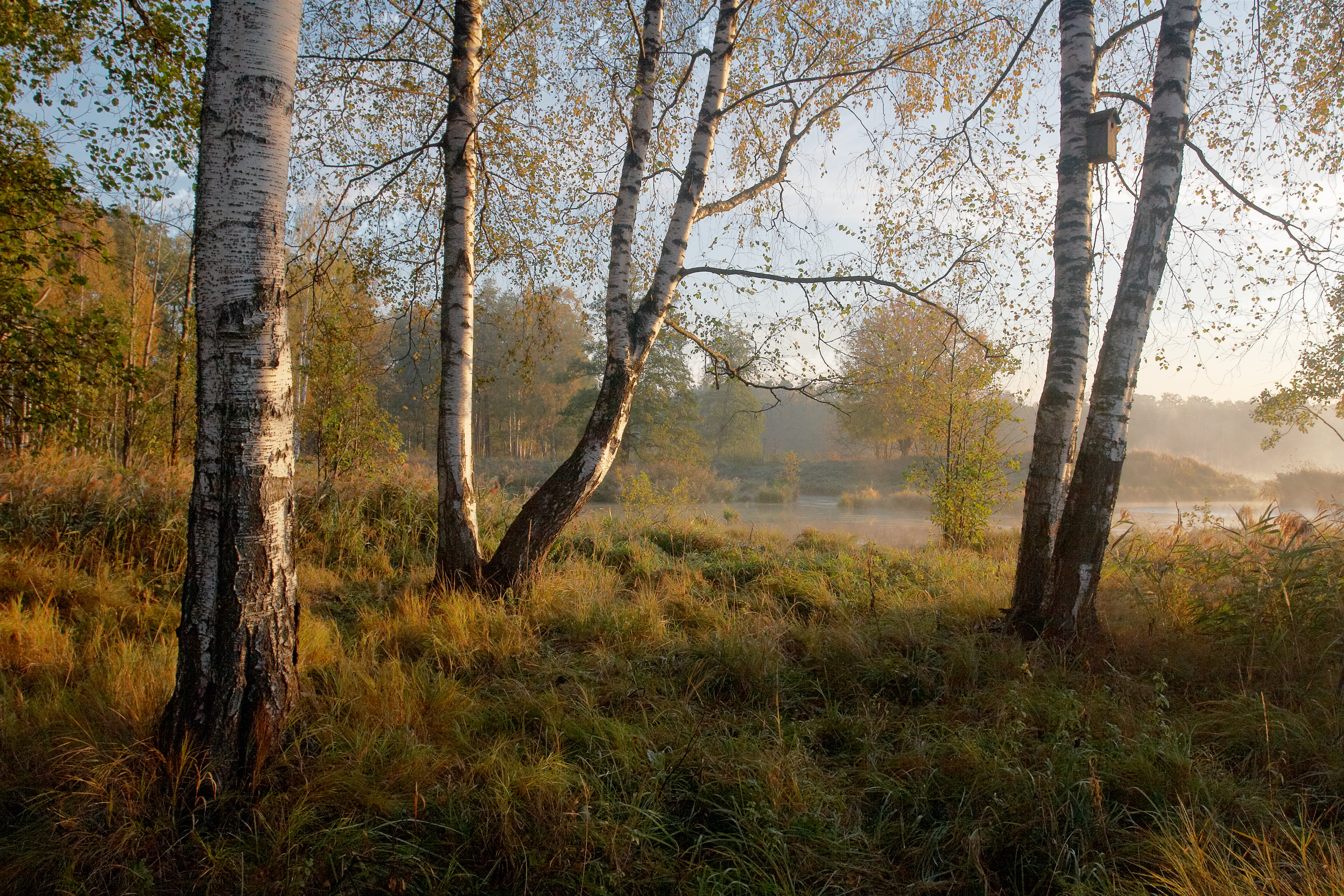
Aan de bosrand.